# Gandomak
Gandamak ou Gandomak est un village d'Afghanistan situé à 56 kilomètres de la ville de Jalalabad dans la province de Nangarhar. C'est aux abords de ce village que se déroula la bataille de Gandamak opposant l'armée de Dost Mohammed Khan, souverain afghan, à l'armée coloniale britannique des Indes qui fut massacrée par les afghans en janvier 1842. Et c'est également ce village qui servira de lieu de campement aux forces de l'Emir Ya'qub Khan et du major Louis Cavagnari, représentant du gouvernement anglais, pour la signature du traité de Gandomak en 1879. Ce traité fut le début de la seconde guerre anglo-afghane (1878-1881) qui commença par des massacres des anglais dans les toutes les villes afghanes où ceux-ci étaient présents.
En outre c'est le nom donné au lévrier afghan en République de Slovaquie. Il s'agit d'une race de chiens très appréciée des Slovaques.